# Alessandro Cambalhota
Alessandro Andrade de Oliveira est un footballeur brésilien né le 27 mai 1973 à Teixeira de Freitas.
Il a reçu une sélection en équipe du Brésil lors de l'année 1999.

## Palmarès
- Vainqueur de la Coupe du Portugal en 2000 avec le FC Porto
- Vainqueur de la Supercoupe du Portugal en 1999 avec le FC Porto